# 爆笑!スターものまね四天王
『爆笑!スターものまね四天王』（ばくしょう-してんのう）は、パックインビデオから1990年9月14日に発売されたファミリーコンピュータ用テーブルゲームソフトである。

## 概要
清水アキラ、栗田貫一、コロッケ、ビジーフォーの中から、1人を選びものまね王を決める双六ゲーム

## ルール
それぞれのタレントがCOM、プレイヤー、不参加を決め、破産の有無、ノーマルゲームかショートゲーム(ノーマルは持ちネタ2つ、ショートはネタを全て覚えている状況)で始めるかを決めてゲームスタート。
コロッケ→ビジーフォー→清水→栗田の順でサイコロ2個を振る。進めるマスは全て行かずに任意のマスで止まり、イベントを起こせる。
イベント後、もう一回サイコロを振る。そのサイはA～Fの目のサイコロと1～6になっておりハプニング(ファン変動、ミニゲーム、一回休み、ネタ披露禁止、ものまね王座決定戦で八百長の確約等)が起こる。
最終的に一人のプレイヤーがあわや先生から満点をもらう、または破産したらゲーム終了。終了した時点で、あわや先生の評価、ファンの数、王座決定戦の総得点に優勝者に1000点のボーナスを加算した合計点数で順位が決定する。
ものまねを連続でやり続けたり、ものまね王座決定戦での反響によりそのものまねにマンネリ、ブームがついてファンの集客力に大きく影響する。
決して難易度は高くないがゲーム進行は単調であり順番が全て決められている為、一番初めに順番が回ってくるコロッケのプレイヤーが非常に有利であるためか、セレクトボタンを押しながらスタートボタンを押すとゲームが終了していきなり結果発表が見られる裏技が用意されている。

### マス
マスはスターの家と営業会場に分かれ、元ネタのスターのいる家ではネタをもらう若しくはものまねを見せて技術を上げる。相手スターの家でネタを披露し、自分のファンにすると相手プレイヤーは彼らを自分のファンに戻すまでそのタレントのものまねが出来なくなる。
地方営業のマスではネタを披露し、ファンを増やす。会場ではキャパシティが決められているため、中盤以降の小会場ではファンが変わり取り合いとなる。
「とうよこドーム」（大会場）のライブではネタの評価によって「松」「竹」「梅」「名人」のランク付けがされるとものまねの効力にボーナスポイントがプラスされる。
あわや先生（淡谷のり子）のコマ「あわや御殿」（BGMはマーラーの交響曲第1番第4楽章をモチーフとしたもの）は、他のマス同様自分の意思で入ることもできるが、強制的に呼び止められることもある。そこでものまねを披露するあわや先生の評価はプレイヤーの総合点数に大きく影響する。あわや御殿は、プレイ序盤は強制的に呼び止められこそすれ、自分から入ってもメリットがないが、十分に人気を得てからは、自分から乗り込んでいきゲームの勝敗を決定づける「ゴールのコマ」となる。
バラエティ番組『ものまね王座決定戦』（1973年 - ）が定期的に開催され、そこでどう歌うか（「歌」、「ギャグ」、「下品なネタ」の中から選択できる）で評価が変わり、あまりにふざけて歌うと元ネタのスターが機嫌を損ね、そのスターの家に赴き、詫びを入れるまでものまね使用不可になってしまい、またその結果に応じてファンの数が増える。

## 評価
ゲーム誌『ファミコン通信』の「クロスレビュー」では合計25点（満40点）、『ファミリーコンピュータMagazine』の読者投票による「ゲーム通信簿」での評価は以下の通りとなっており、14.60点（満30点）となっている。
| 項目 | キャラクタ | 音楽 | 操作性 | 熱中度 | お買得度 | オリジナリティ | 総合  |
| 得点 | 2.80       | 2.39 | 2.40   | 2.15   | 2.25     | 2.61           | 14.60 |